# Contextualisme (filosofie)
Epistemisch contextualisme is de epistemologische opvatting dat het concept kennis in verschillende contexten verschillende betekenissen heeft. Deze stroming verzet zich tegen de traditionele opvatting, die ervan uitgaat dat het concept kennis eenduidig is. Volgens sommige contextualisten is het contextualisme een adequaat alternatief voor scepticisme.
Er bestaan diverse vormen van contextualisme, waaronder het werkend contextualisme en het beschrijvende contextualisme.

## Contextafhankelijkheid van kennisclaims
De betekenis van de uitspraken "S weet dat p" of "S weet niet dat p" zijn volgens contextualisten contextafhankelijk. S. Cohen heeft in 1999 het voorbeeld gegeven van een alledaags geval waaruit blijkt dat de context bepalend is voor de claim dat er sprake is van kennis:

Marie en Jan zijn op het vliegveld en overwegen een bepaalde vlucht naar New York te nemen. Ze willen weten of het vliegtuig een tussenstop in Chicago maakt. Ze horen iemand aan passagier Smith vragen of hij weet of het vliegtuig in Chicago stopt. Smith kijkt op het vluchtplan dat hij van het reisbureau heeft gekregen en antwoordt: "Ja, dat weet ik - het vliegtuig stopt inderdaad in Chicago". Marie en Jan hebben een zeer belangrijke afspraak op het vliegveld van Chicago. Marie zegt: "Hoe betrouwbaar is dat vluchtplan? Wie weet bevat het wel een drukfout of hebben ze het op het laatste moment veranderd". Marie en Jan zijn het erover eens dat Smith niet werkelijk weet dat het vliegtuig in Chicago zal stoppen. Voor de zekerheid besluiten ze het aan een medewerker van de luchtvaartmaatschappij te gaan vragen.

In dit voorbeeld blijkt er sprake te zijn van twee kennisclaims, namelijk de claim dat Smith kennis heeft, en de claim dat Smith geen kennis heeft. Welke van beide is nu waar? De contextualist zal in dit geval stellen dat beide claims waar kunnen zijn, afhankelijk van de context. Immers, Smith heeft, op grond van zijn vluchtplan, kennis van de route. Deze kennis is in de context van Marie en Jan echter niet adequaat: zij hebben een belangrijke afspraak, en dus zijn er te veel mogelijke werelden waarin Smiths claim onwaar blijkt te zijn en er dus geen sprake is van kennis. Zij besluiten daarom dat Smith in deze situatie (context) geen kennis heeft, maar de medewerker van de luchtvaartmaatschappij wel.

## Contextualisme en scepticisme
Volgens de meeste contextualisten is contextualisme een acceptabel alternatief voor scepticisten. Scepticisme is, kort gezegd, de opvatting dat er nooit zekere kennis mogelijk is, omdat altijd de mogelijkheid bestaat, dat we misleid worden (door een kwaadwillende demoon, onze zintuigen, of anderszins). In tegenstelling tot veel andere theorieën ontkent het contextualisme deze mogelijkheid niet, maar stelt het dat deze mogelijke wereld ver van ons verwijderd is.
De contextualist erkent dus het bestaan van een mogelijke wereld, waarin we om wat voor reden of door welk wezen ook, misleid worden, maar stelt dat deze wereld irrelevant is. Hiermee wordt het criterium voor kennis verlegd: de scepticus ontkent de mogelijkheid van kennis überhaupt op grond van de onmogelijkheid van zekere kennis, terwijl de contextualist de onmogelijkheid van zekere kennis erkent, maar genoegen neemt met waarschijnlijke kennis.

## Werkend contextualisme
Een specifieke vorm van contextualisme is het werkend contextualisme. In het werkend contextualisme wordt het contextualisme gemengd met het pragmatisme. Evenals 'gewoon' contextualisme wordt verondersteld dat een kennisclaim contextafhankelijk is. Hierbij wordt echter aangetekend dat de werkzaamheid of effectiviteit van iets het criterium is op grond waarvan uiteindelijk besloten wordt. Het analytische doel van het werkend contextualisme is niet alleen het voorspellen van de wereld, maar tevens het beïnvloeden ervan (iets wat ook het geval is bij bijvoorbeeld het marxisme). Binnen het werkend contextualisme geldt de regel dat wetenschappelijke kennis pas als echte kennis mag worden aangemerkt wanneer men niet alleen in staat is om gedrag te voorspellen, maar ook wanneer men dit gedrag in een vooraf gespecificeerde richting kan beïnvloeden. Dit vereist dus een relatief strikte vorm van methodologie.
Het werkend contextualisme heeft tegenwoordig veel invloed als filosofische grondslag voor de gedragsanalyse en de Relational Frame Theory, en heeft een praktische uitwerking in de Acceptance and Commitment Therapy.